# Antíoco (filho de Héracles)
Antíoco, na mitologia grega, foi um filho de Héracles.
Antíoco era filho de Héracles com Meda, filha de Filas. Aletes, que conquistou Corinto durante a invasão dos heráclidas, era seu bisneto, sendo filho de Hipotes, filho de Filas, filho de Antíoco.
Quando houve a reforma de Atenas que transformou as quatro tribos tradicionais em dez, uma destas dez tribos foi denominada em honra a Antíoco.